# Internationale Spieltage
Les Internationale Spieltage SPIEL sont un salon dédié aux jeux de société qui a lieu tous les ans durant quatre jours. Il se tient à Essen en Allemagne au mois d'octobre, au parc des expositions de la ville : Messe Essen.
Le salon est le lieu de rencontre des maisons d'édition, des auteurs de jeu et des joueurs. Il s'agit de l'un des plus grands salons au monde de jeux avec la Gen Con américaine et , à ce titre, est un événement incontournable pour les personnes travaillant dans ce secteur d'activité, ou tout simplement pour les passionnés. De nombreux jeux sont présentés au public et jouables sur place.

## Histoire
La première édition du salon a eu lieu en 1983.
Le salon a hébergé de 2002 à 2007 le championnat du monde des Colons de Catane.
149 000 personnes se sont rendues à l'édition 2012 qui a rassemblé, selon le site officiel, 827 exposants de 37 nations différentes sur 47 000 m2.
Ce sont 156 000 personnes qui se sont rendues à l'édition 2013 qui a rassemblé 828 exposants de 39 nations différentes.
L'édition 2020 du salon est annulée par les organisateurs compte tenu de la crise liée au COVID-19.